# Julius Uhl
Julius Uhl (* 3. März 1903 in Böbing; † 2. Juli 1934 im KZ Dachau) war ein deutscher SA-Führer. Uhl wurde vor allem bekannt als Chef der Stabswache der Obersten SA-Führung, als „Leib- und Auftragsmörder“ des Stabschefs der SA Ernst Röhm sowie als ein Opfer der „Röhm-Affäre“ vom Sommer 1934.

## Leben und Wirken
Uhl war ein Sohn des Lehrers Erhard Uhl und seiner Ehefrau Mathilde, geb. Högg. Er hatte mindestens einen älteren Bruder, Erhard Uhl (* 29. März 1900). Von März bis Juli 1920 gehörte Uhl dem Reiterregiment 17 an.
Um 1922 trat Uhl erstmals in die Nationalsozialistische Deutsche Arbeiterpartei (NSDAP) ein. Am 8./9. November 1923 beteiligte er sich in München an dem gescheiterten Versuch der NSDAP und einiger Verbündeten Wehrverbände, durch einen gewaltsamen Umsturz, die Macht im Staat zu ergreifen (Hitler-Ludendorff-Putsch). In späteren Jahren wurde er von der Partei hierfür mit dem sogenannten „Blutorden“ ausgezeichnet. In der offiziellen Liste der Ordensträger führte er ursprünglich die Nr. 11. Nach seinem Ausschluss aus der NSDAP und Erschießung im Jahr 1934 wurde er jedoch aus der Liste gestrichen.
Als die NSDAP, nachdem sie von November 1923 bis Februar 1925 verboten gewesen war, im Frühjahr 1925 neugegründet wurde, trat Uhl ihr erneut bei (Mitgliedsnummer 647). In der NS-Bewegung betätigte Uhl sich in den folgenden Jahren vor allem in der Sturmabteilung (SA), der Straßenkampforganisation der NSDAP. Anfang der 1930er Jahre war Uhl Führer des SA-Sturms 62.
Den Behörden fiel Uhl in den Jahren vor 1933 wiederholt als ein besonders umtriebiger und wilder Rabauke auf, der immer wieder an Störungen der öffentlichen Ordnung durch unerlaubte Demonstrationen und andere Werbeaktionen sowie insbesondere an gewalttätigen Übergriffen auf politische Gegner und allerhand Raufhändeln beteiligt war. Andreas Dornheim hat bei seiner Auswertung der Parteigerichtsakten der NSDAP allein acht interne Fälle, d. h. bei denen Uhl in gewaltsamen Auseinandersetzungen mit anderen NSDAP-Mitgliedern zusammenpralle, identifiziert. So war Uhl z. B. im Oktober 1932 in eine Schlägerei in dem Münchener Café Braune Front verwickelt, während er am 1. Juni 1932 den Architekten Georg Graf, einen Veteranen des Hitler-Putsches von 1923, zusammen mit einigen Saufkumpanen im Weinrestaurant Alter Hof zusammenschlug, wobei Graf einige Zähne ausgeschlagen wurden. Graf charakterisierte Uhl in seiner Beschwerde an das Parteigericht als einen Mann mit der Mentalität eines „Tschekisten“ (russischer Terrorpolizist).
Andreas Dornheim gelangte aufgrund seiner Vertiefung in die Wirksamkeit Uhls indessen zu dem Befund, dass dieser „jedoch noch mehr“ gewesen sein müsse, „als der SA-Rabauke, als den man ihn aufgrund der Akten des Obersten Parteigerichtes bezeichnen würde“, also mehr als nur einer von unzähligen austauschbaren Schlägergestalten, die in der NSDAP und SA in den frühen 1930er Jahren ihr Unwesen trieben. Denn, so Dornheim, die Zusammenhänge würden klar dafür sprechen, dass Uhl im Verborgenen damals eine durchaus wichtige Rolle spielte, indem er als Vertrauensmann Röhms Dinge tat, die Hinblick auf die übergeordnete politische Entwicklung der Zeit von erheblicher Bedeutung waren.
Spätestens seit 1931 arbeitete er im Braunen Haus in München. Nach dem Amtsantritt von Ernst Röhm als Stabschef der SA zum Jahresbeginn 1931 ernannte dieser Uhl zum Chef der SA-Stabswache im Braunen Haus (auch als Stabswache der Obersten SA-Führung bezeichnet) und verhalf ihm so zu einem raschen Aufstieg in der SA. In dieser Stellung war er zuständig für den Schutz des NSDAP-Parteihauptquartiers und des SA-Führers Röhm, als dessen persönliche Leibwächtertruppe die Stabswache galt. Seit dieser Zeit fungierte Uhl, ein hervorragender Pistolenschütze, außerdem als Auftragsmörder Röhms und hatte dabei vor allem in Ungnade gefallene Mitglieder der NSDAP und der SA durch Fememorde zu beseitigen. So gilt er als Mörder des zum Jahresbeginn 1933 als „Parteiverräter“ aus der Partei verstoßenen Reichstagsabgeordneten Andreas von Flotow. Nach Ernst Klein, einem engen Freund Röhms, galt dabei folgende Arbeitsteilung: „Uhl mordete, Röhm beförderte.“ Seinen höchsten Rang in der SA erreichte Uhl mit der Ernennung zum Standartenführer am 9. November 1933.
Zum 1. Oktober 1933 überließ Uhl seine Stellung als Chef der Stabswache der Obersten SA-Führung Kurt Egger und übernahm die Führung der SA-Standarte 10 in Ingolstadt. Eine Rückkehr Uhls – der sich nach wie vor ständig in der Nähe Röhms aufhielt und weiterhin als inoffizieller Chef der Stabswache galt – in seine alte Stellung war für den Sommer 1934 vorgesehen.

### Komplotte von und gegen Uhl (1932)
1932 war Uhl in zwei Verschwörungen innerhalb der NSDAP verwickelt: zum einen als potentielles Opfer eines Mordkomplotts einer Gruppe um den obersten Parteirichter Walter Buch und zum anderen als aktiver Mitverschworener eines Mordkomplotts gegen Adolf Hitler.
Das Komplott von Buch und einigen anderen Parteifunktionären hob darauf ab, die NSDAP vom „politischen Ballast“, d. h. der „Homosexuellen-Clique“ in der SA-Führung, zu der man Uhl rechnete, zu befreien. In der Befürchtung, die NSDAP bei der anstehenden Reichspräsidentenwahl zu kompromittieren, beabsichtigte der Zirkel um Buch, Röhm, Uhl, Röhms Adjutanten Hans Joachim von Spreti-Weilbach sowie den Chef des SA-Geheimdienstes Karl Leon Du Moulin-Eckart zu ermorden. Die Verwirklichung des Plans blieb indessen aus.
Parallel zu diesem Unternehmen war Uhl seinerseits in ein Mordkomplott verwickelt: Diesmal jedoch nicht als prospektives Mordopfer, sondern als Verschwörer zum Mord an anderen. Namentlich schmiedeten Uhl, der Münchener SA-Brigadeführer Schmid, der SA-Chef von Schlesien, Edmund Heines, der Ingenieur und SA-Auslandvertreter Georg Bell sowie drei weitere, namentlich nicht mehr bekannte SA-Funktionäre im Sommer 1932 Mordpläne gegen Hitler. Anlass dazu war der Eindruck, dass Hitler mit seinem Kurs, die Macht im Staat auf „streng legalem Wege“ durch Wahlen zu erobern, erfolglos sei und schließlich „Schiffbruch erleiden“ werde. Nach dem Scheitern Hitlers im Wahlkampf um das Amt des Reichspräsidenten und dem Scheitern der NSDAP, nach den Reichstagswahlen im Juli und den Landtagswahlen in Preußen, Württemberg und Baden an die Macht zu gelangen, überlegte man in der Siebener-Gruppe einen neuen – in letzter Konsequenz gewaltsam revolutionären, auf Eroberung der Staatsmacht durch einen Umsturz abzielenden – Kurs einschlagen zu müssen. Hitler als den Hauptvertreter des erfolglos scheinenden Kurses meinte die Gruppe erst töten zu müssen, um ihren neuen Kurs in der Partei durchsetzen zu können. Bei der Auslosung, wer den politischen „Ballastmann“ Hitler erschießen sollte, fiel das Los, einer Aussage von Röhms engem Freund Martin Schätzl zufolge, auf Uhl, „der auch fest zur Tat entschlossen“ gewesen sei. Als Hitlers Kurs zu einem Zeitpunkt, als dies vielfach kaum noch für möglich gehalten wurde, im Januar 1933 doch noch im Erfolg – in seiner Ernennung zum Reichskanzler durch Reichspräsident Hindenburg – gipfelte, wurde der Plan der Verschwörer als „gegenstandslos geworden“ fallengelassen. Der Journalist Rudolf Augstein urteilte 1993 rückblickend: „Es ist also recht zweifelhaft, ob Uhl den Führer und Reichskanzler tatsächlich hatte umbringen wollen und sollen, als der sein Ziel erreicht hatte.“
Während Andreas Dornheim die Angaben des Schätzl-Dokuments in seiner Studie zu Leben und Ermordung Bells sowie Hans-Günther Richardi und Martin Schumacher in ihrer Arbeit über Röhms angebliche Pläne für ein „Reich ohne Hitler“ als wahrscheinlich wahrheitsgemäß bewerten, nimmt Eleanor Hancock in ihrer Röhm-Biographie eine skeptische Haltung dieser Quelle gegenüber ein, weswegen sie, wie sie in einer Betrachtung im Anhang erklärt, darauf verzichtet hat, sich auf diese zu stützen.

### Die Ermordung Uhls
Anfang Juni 1934 reiste Uhl in den bayerischen Kurort Bad Wiessee, um den Personenschutz des SA-Stabschefs Ernst Röhm, der dort zu Erholungszwecken weilte, zu leiten. Ende des Monats erging eine Weisung Hitlers an alle höheren SA-Führer, sich am 30. Juni in Bad Wiessee zu einer SA-Führertagung unter seinem Vorsitz einzufinden.
In den frühen Morgenstunden des 30. Juni 1934 erschien Hitler in dem Hotel, in dem Röhm, Uhl und die anderen bereits zu der bevorstehenden Tagung angereisten SA-Führer wohnten, und verhaftete diese unter dem Vorwand, sie hätten einen Putsch gegen ihn und die Reichsregierung geplant. Die unter der verhüllenden Propagandabezeichnung „Röhm-Putsch“ bekanntgewordene Aktion diente tatsächlich vor allem dem Ziel Hitlers, seine tatsächlichen und/oder vermeintlichen Gegner in den eigenen Reihen zu beseitigen und seinen Anspruch auf die totale Macht im Staat durchzusetzen. Auch Uhl wurde in den frühen Morgenstunden des 30. Juni in Gegenwart von Hitler von seiner Leibstandarte unter ungeklärten Umständen verhaftet.
Nach einem kurzen Arrest mit anderen verhafteten SA-Angehörigen in einer Waschküche des Hotels wurde Uhl unter starker Polizeibewachung in das Gefängnis München-Stadelheim verbracht. Hier wurde er bis in die Nacht vom 1. Juli zum 2. Juli 1934 festgehalten. Nachdem Ernst Röhm am frühen Abend des 1. Juli in seiner Zelle in Stadelheim erschossen wurde, wurde Uhl einige Stunden später zusammen mit den ebenfalls dort eingesperrten SA-Angehörigen Martin Schätzl und Johann Heinrich König aufgrund eines Befehls aus Berlin von SS-Wachen aus dem KZ Dachau in Stadelheim abgeholt und ins KZ Dachau gebracht. Dort wurden Uhl und die anderen beiden SA-Männer in den frühen Morgenstunden von SS-Wachleuten erschossen. Seine sterblichen Überreste wurden später kremiert.
Noch wenige Stunden vor seiner Erschießung am Morgen des 2. Juli im KZ Dachau soll Uhl angeblich die alten Pläne zur Ermordung Hitlers in einem Verhör gestanden haben.
In der Reichstagsrede vom 13. Juli 1934 rechtfertigte Hitler sein Vorgehen gegen die SA und gegen andere dem Regime unliebsame Personen am 30. Juni und 1. Juli (und zumal die an diesen Tagen durchgeführten Erschießungen). Dabei kam er auch auf die Person Julius Uhls zu sprechen und behauptete namentlich, Uhl habe beabsichtigt, ihn, Hitler, bei passender Gelegenheit zu ermorden, und habe dies selbst nach seiner Verhaftung gestanden. Wörtlich führte Hitler in seiner landesweit im Radio übertragenen Ansprache im Parlament aus:
„[…] unterdes [war] vorsorglicherweise bereits der Mann gedungen [...], der meine spätere Beseitigung durchzuführen hatte: Standartenführer Uhl gestand noch wenige Stunden vor seinem Tod die Bereitwilligkeit zur Durchführung eines solchen Befehls.“
Hitler verschwieg, dass Uhls Mordpläne aus dem Jahr 1932 stammten und mit dem erfolgreichen Aufgehen von Hitlers Strategie zur Machtergreifung Anfang 1933 hinfällig geworden waren. Ob Hitler den Umstand, dass Uhl seine Absichten im Jahr 1934 längst verworfen hatte, verschwieg, weil er a) davon keine Kenntnis hatte (weil diejenigen, die ihn hierüber unterrichteten, ihm dieses wichtige Detail verschwiegen hätten) und deshalb ehrlich glaubte, dass Uhls Mordplan bezüglich seiner Person zum Zeitpunkt seines Vorgehens gegen die SA am 30. Juni 1934 noch aktuell war, oder, ob Hitler b) zwar von dem Umstand wusste, dass Uhls Plan in der Vergangenheit lag und von diesem aufgegeben worden war, er aber dennoch in seiner Rede vorgab, dass Uhls Absicht, ihn zu töten, zum Zeitpunkt seiner Verhaftung am 30. Juni aktuell war (Hitler also bewusst log), ist ungeklärt. Entscheidend ist zumal, dass Hitler den vermeintlichen Mordkomplott gegen ihn benutzte, um sein mörderisches Vorgehen gegen die SA-Führung am 30. Juni und 1. Juli gegenüber der eigenen Bevölkerung und dem Ausland als legitime Selbstverteidigung erscheinen zu lassen.
Im Gefolge der Hitler-Rede vom 13. Juli 1934 war der tote Uhl, nachdem Hitler selbst ihn in seiner Rede als einen ruchlosen Killer angeprangert hatte, der ihn ermorden habe wollen, noch einige Wochen lang Zielscheibe von scharfen Angriffen: Die NS-Propaganda zielte darauf, den erschossenen Uhl (der es vermeintlich „gewagt“ hatte, Mordabsichten gegen Hitler zu hegen) postum noch nach Kräften zu diffamieren. Uhl wurde öffentlich als besonders verabscheuungswürdiges Subjekt dargestellt, um so die Zustimmung in der deutschen Bevölkerung für seine Tötung (wie dem blutigen Vorgehen gegen die SA als Ganzes) nachträglich noch weiter zu steigern. So veröffentlichte zum Beispiel die Tageszeitung Der Angriff vom 16. Juli 1934 in einem Artikel von Hans Schwarz van Berk die folgenden diffamierenden Behauptungen, die das Bild Uhls während der restlichen NS-Zeit prägten:

„Und dann geschieht das Ungeheuerliche, von dem bis zu dieser Minute nur wenige wussten. Der Führer sagt, dass auch sein Mörder schon gedungen gewesen sei! Dieser eine Satz springt allen an die Kehle. Die Abgeordneten fahren von ihren Sitzen zurück und starren fassungslos den Führer an, und dann ist der Saal wie ein siedendes Wasser mit einer wirbelnden Oberfläche. Es ist, als ob das Entsetzen alle hin- und herschüttelte. Das Entsetzen ist unter uns gefahren. Das Unfassbare ist Tatsache geworden. Die Ruchlosigkeit hat Gestalt angenommen. Es hat unter uns einen Menschen gegeben, der willens war, den Führer zu töten. Er heißt Uhl. Unter seinen Papieren fand man ein Photo, das ihn in der Pose des Mörders zeigte. Er hatte sich bei einer früheren Untat photographieren lassen, seinen Fuß auf die Brust eines erschossenen SA-Führers gesetzt, die Pistole in der Faust, hohnvoll grinsend. Ohne davon Kenntnis zu haben, wußte die ganze Nation im Augenblick, daß in diesem Mörder die Unnatur selbst zur Welt gekommen war. Gewiss, auch gegen Bismarck ist ein Revolver erhoben worden, aber es war ein Einzelner, der dies tat. Hier aber lebte ein Mensch, der von einer Verschwörerclique auf Vorrat gehalten wurde, der bezahlt und in den engsten Kreis aller Pläne eingeweiht wurde, wie ein Schweißhund gehalten, der auf einen Pfiff hin bereit ist, loszustürzen und seine Hetze auszuführen. Dieser Gedanke einer wohlüberlegten, ständig bereit gehaltenen Mordlust gab erst dem ganzen Volk die Einsicht in die Tiefe der Verruchtheit, die in den Verschwörern lebte.“

Durch den Führerbefehl Nr. 26 der Obersten SA-Führung wurde Uhl posthum unter Enthebung seiner Dienststellung mit Wirkung vom 1. Juli 1934 aus der SA ausgestoßen.

## Beförderungen
In der SA:
- SA-Sturmführer
- 24. Juni 1932: SA-Sturmbannführer[19]
- 1. April 1933: Standartenführer[20]